# Villa Sant'Antonio
Villa Sant'Antonio là một đô thị ở tỉnh Oristano trong vùng Sardinia, có khoảng cách khoảng 70 km về phía bắc của Cagliari và cách khoảng 25 km về phía đông của Oristano. Tại thời điểm ngày 31 tháng 12 năm 2004, đô thị này có dân số 441 người và diện tích là 19,2 km².
Villa Sant'Antonio giáp các đô thị: Albagiara, Assolo, Asuni, Mogorella, Ruinas, Senis.